# Protium inconforme
Protium inconforme es una especie de planta con flor en la familia Burseraceae. Es endémica de Panamá. Está tratada en peligro de extinción por pérdida de hábitat.

## Fuente
- Mitré, M. 1998.  Protium inconforme.   2006 IUCN Red List of Threatened Species.   bajado 23 de agosto de 2007